# Windlade

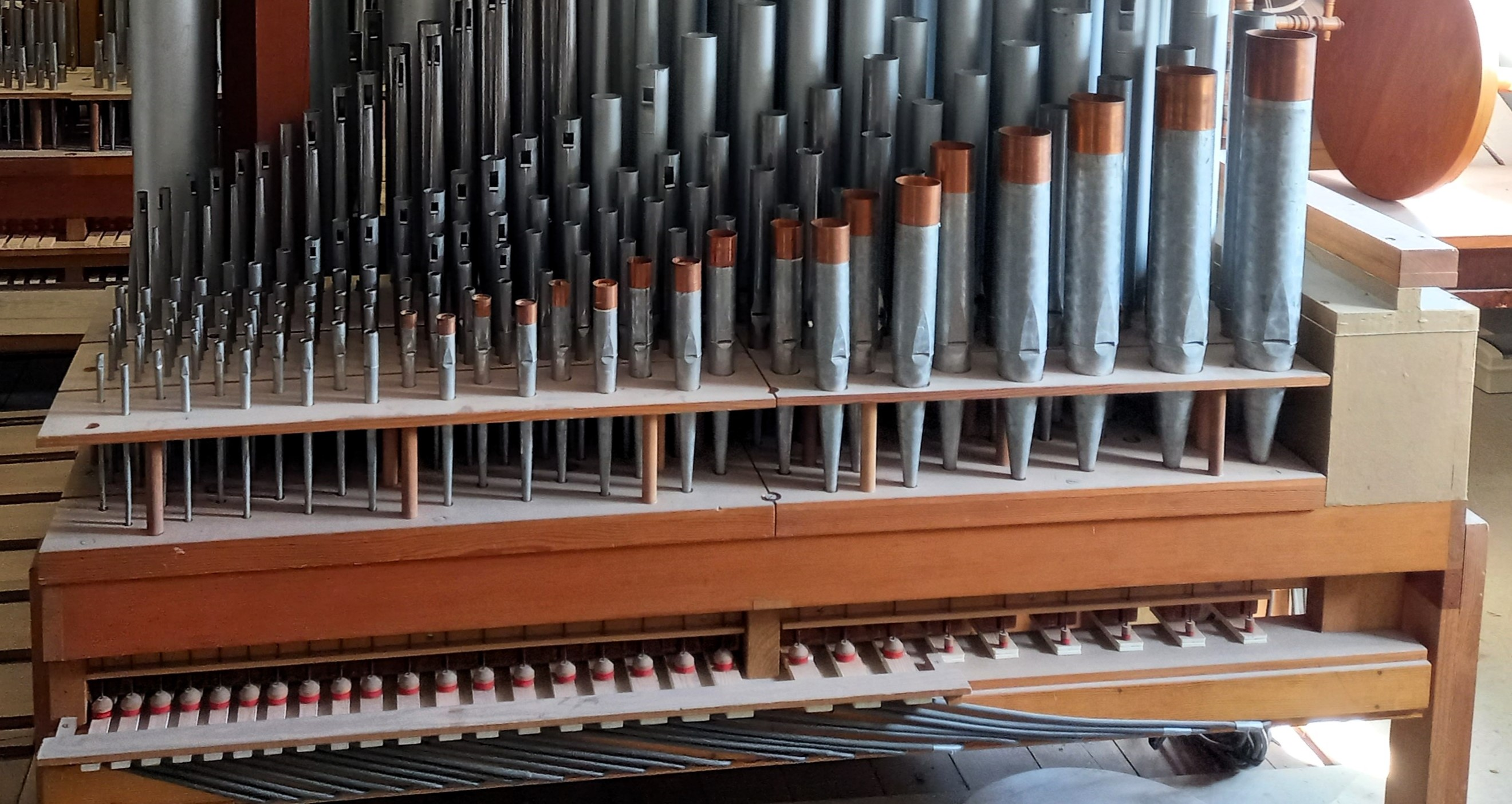
Orgelpfeifen auf einer Windlade (Kegellade)

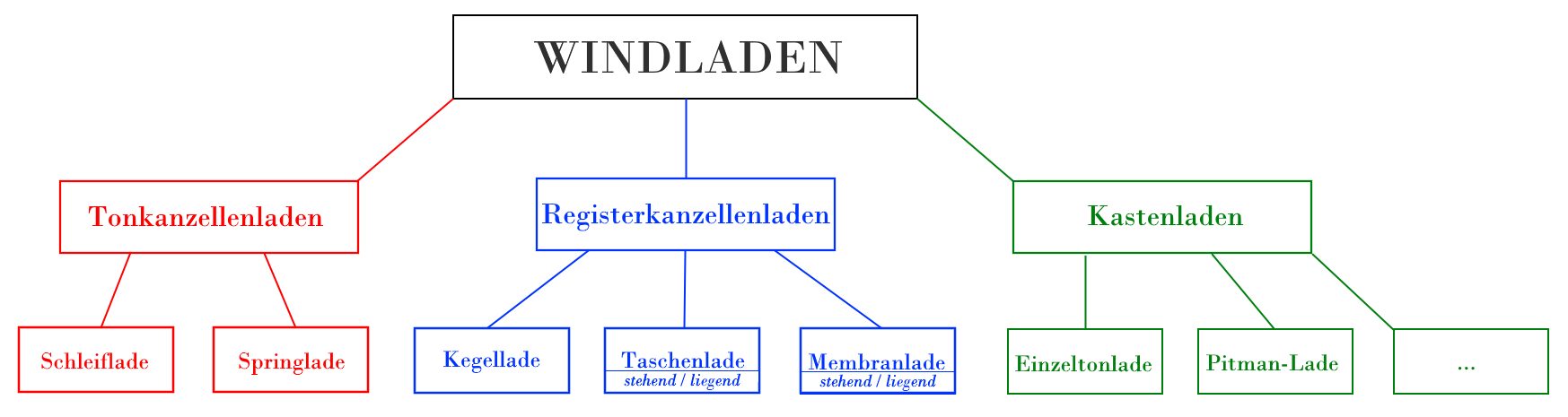
Klassifikation verschiedener Windladentypen

Die Windlade ist eines der zentralen technischen Bauteile einer Orgel oder eines orgelähnlichen Instruments. Entsprechend des Spieles des Organisten in Tonhöhe, Tondauer und Klangfarbe (durch die Wahl entsprechender Register) steuert die Windlade die Luftzufuhr aus dem Windwerk zu den Orgelpfeifen.
Bei Windladen haben sich seit dem Mittelalter bis heute unterschiedliche Bauformen – mit Untervarianten – herausgebildet, die sich nach Art und Systematik der Ventiltechnik unterscheiden lassen.
Kleine Orgeln kommen mit einer einzigen Windlade aus, größere weisen mindestens eine Lade je Manual- und Pedalwerk auf. Die Gruppierung der Pfeifen zur Prospektgestaltung kann weitere Aufteilungen in Einzelladen erforderlich machen. Bis zum ausgehenden Mittelalter waren Instrumente mit einer einfachen Form der Windlade versehen, nämlich mit einem oder mehreren Blockwerken. Instrumente dieses Typs werden Blockwerksorgeln genannt.

## Bauformen
Es lassen sich drei Grundtypen unterscheiden:
1. Tonkanzellenlade – Alle Pfeifen einer Tonhöhe stehen auf einer gemeinsamen Tonkanzelle.
2. Registerkanzellenlade – Alle Pfeifen eines Registers stehen auf einer gemeinsamen Registerkanzelle.
3. Kastenlade – Alle Pfeifen stehen direkt auf dem Windkasten.

## Tonkanzellenlade
Bei der Tonkanzellenlade teilen sich alle Pfeifen, die beim Drücken einer Taste erklingen können, eine Kammer, die sogenannte Tonkanzelle, und somit auch ein Spielventil.

### Schleiflade

#### Allgemein

Aufbau einer Schleiflade

Schleiflade mit gedrückter Taste

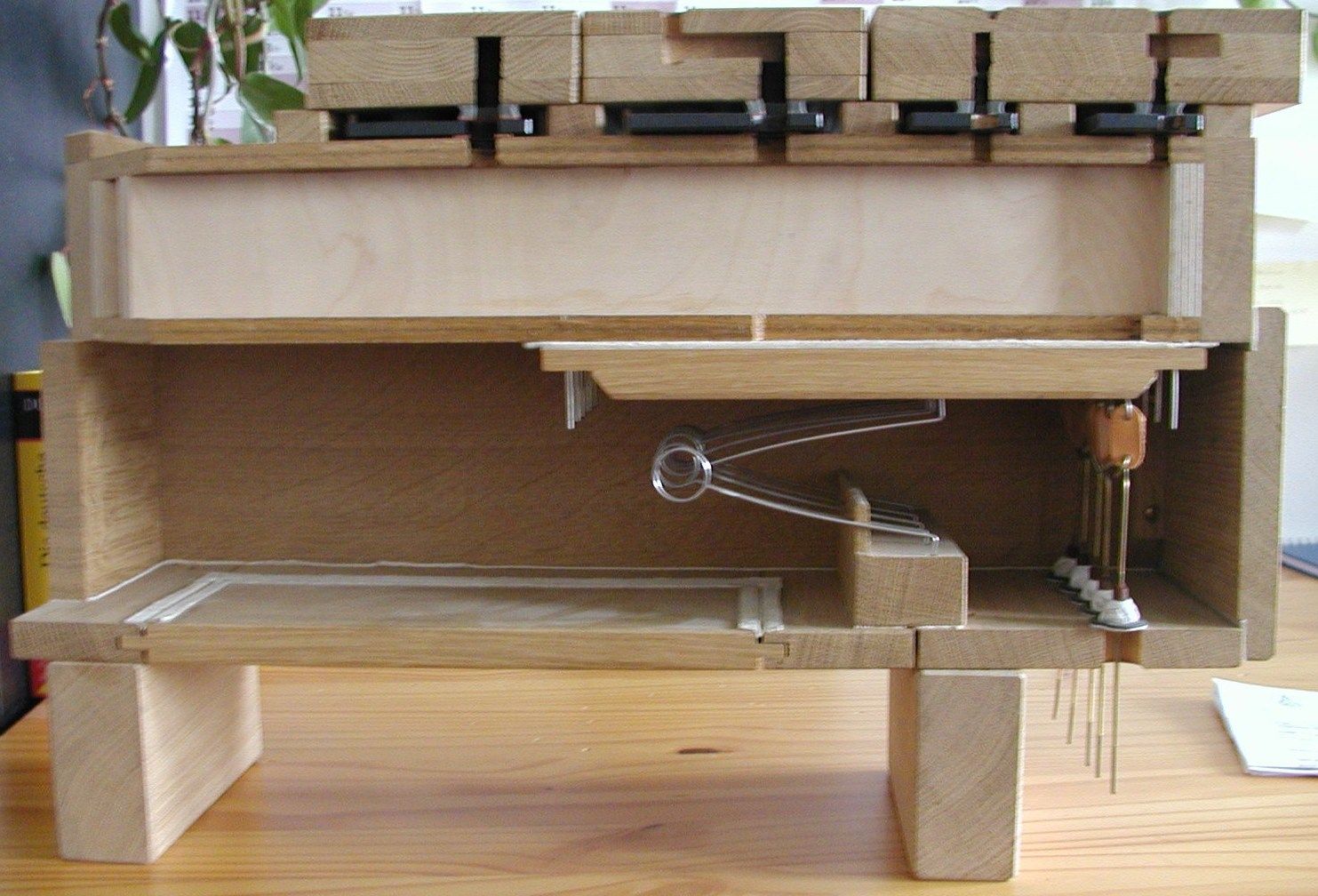
Querschnitt einer Schleiflade (Modell)

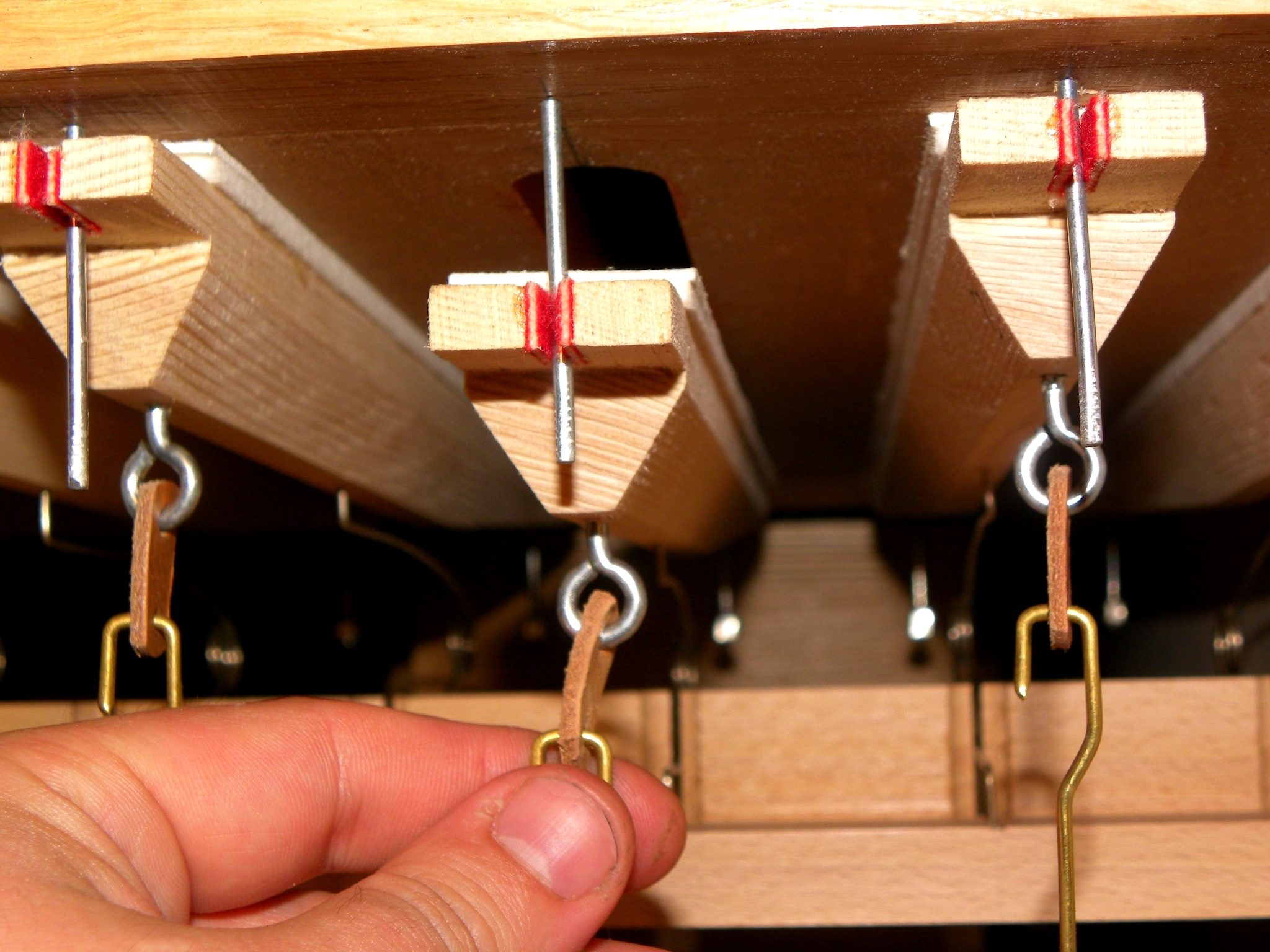
Schleiflade Tonventile

Die Schleiflade hat ihren Namen durch die Art der Registersteuerung. Lange Holzleisten, Schleifen genannt, besitzen für jede Pfeife ein Loch. Unter den Schleifen befindet sich das Fundamentbrett der Windlade, ebenfalls mit Löchern in gleichem Abstand und gleicher Größe. Über jeder Schleife befinden sich die Pfeifenstöcke. Vom Prinzip her gleichen diese fast den Schleifen, auch die gleichen Löcher befinden sich prinzipiell in ihnen. Ebenso wie das Fundamentbrett sind sie aber unbeweglich. Ferner sind sie dicker und in der Länge oft in mehrere Stücke unterteilt. Auf die Stöcke sind mit meist etwa 15–20 cm Abstand die Rasterbretter mit Rundhölzern oder Gewindestangen aufgesteckt, diese haben alleine die Aufgabe, die hineingestellten Pfeifen zu stützen. Auf Grund der Dicke der Stöcke besteht die Möglichkeit, die Bohrungen zur Windführung bei Bedarf seitlich etwas zu verführen, falls größere Pfeifen auf dem ihnen eigentlich exakt zugewiesenen Standort nicht genügend Platz haben.
Die Stöcke liegen auf kleinen Holzleisten oder sogar nur einzelnen Holzstückchen (Dämmen) auf. Auf diese wird meist Papier oder Pappe aufgeklebt, um den Höhenabstand exakt so zu tarieren, dass die Schleifen einerseits leichtgängig bewegt werden können, andererseits aber auch luftdicht sind. Die Schleife ist über eine Mechanik mit dem Registerzug (oder bei elektrischen Registertrakturen mit dem Schleifenzugmotor oder -magnet) verbunden. Wird sie bewegt (also das Register ein- oder ausgeschaltet), sind ihre Löcher entweder in einer Flucht mit den Löchern von Fundamentbrett und Stöcken und das Register erklingt, oder die Schleife dichtet anderenfalls die Löcher des Fundamentbretts eines ausgeschalteten Registers winddicht ab. Schleifen werden meist aus Holz hergestellt, gelegentlich gibt es aber solche aus Kunststoff.
Besonders bei alten Orgeln läuft gelegentlich „Holz auf Holz“, die Schleifen sind weder oben noch unten abgedichtet. In der Regel werden aber verschiedenste Materialien (Schaumstoff, Latex, Fiberglasringe, Liegelind, Teleskophülsen) verbaut, um die Schleifen nach unten wie nach oben abzudichten.
Unterhalb des Fundamentbretts verlaufen im 90-Grad-Winkel die Kanzellen. Jede wird mit Wind versorgt, wenn das zugehörige Ventil geöffnet ist, also die zugehörige Taste gedrückt ist. Unterhalb der Kanzellen, genauer gesagt der Kanzellenbretter oder -schiede muss nicht in jedem Fall ein weiteres und massives Brett verarbeitet sein. Ebenso können im Ventilbereich die Zwischenräume zur Aufnahme der Ventilführungsstifte nur mit eingeleimten Holzstückchen verschlossen und der Bereich anschließend plangehobelt werden. Auch der vordere Bereich vor den Ventilen, der nicht mehr vom Windkasten umschlossen ist, muss nicht zwangsläufig mit einem Holzbrett verschlossen sein, besonders bei historischen Orgeln können auch andere Materialien wie Leder oder Papier benutzt worden sein.
Besonders bei der Verwendung eines Holzbrettes kann die Winddichtigkeit der Kanzellen nur gewährleistet werden, wenn die Kanzellen bei der Herstellung der Windlade großzügig mit Leim ausgegossen werden.
Die Ventile werden von einem Windkasten umschlossen, in welchen der Wind vom Gebläse bzw. von den nachgelagerten Bälgen direkt hineingeleitet wird. Weitere Teile, die sich in oder an dem Windkasten befinden, sind die Abzugsdrähte der Traktur, die Pulpeten zur Abdichtung der Austrittstellen der Abzugsdrähte sowie die Ventilfedern.
An der zugänglichen Vorderseite der Windlade ist der Windkasten mit Spundbrettern verschlossen. Diese können entfernt werden, um bei Bedarf Reparaturen an den Ventilen vornehmen zu können.
In historischen Orgeln befindet sich oft nur eine dickere Lederschicht als Dichtung auf den Ventilen. Eine Eigenart dieser, an modernen Maßstäben gemessen, eher sparsamen Dichtungslagen ist es, dass selbst bei kleineren Orgeln mit relativ kleinen Ventilen der Druckpunkt sehr deutlich zu spüren ist. Allerdings ist das Ventilklappern von Fall zu Fall deutlich zu hören. Heute wird oftmals die Aufschlagseite der Ventile ebenfalls beledert und die Lederschicht der Ventile selbst um eine untere Filzschicht ergänzt. Das Öffnen und Schließen der Ventile geschieht dadurch fast unhörbar.
Der Windkasten samt Ventilen hat in aller Regel nicht ansatzweise die Tiefe der Windlade selbst. Den Bereich davor hat man besonders in den 1950er bis 1970er Jahren gerne benutzt, um Ladenbälge zu bauen. Durch die äußerst nahe Lage dieser Balgart zu den Pfeifen konnte in ganz besonderem Maße genau diese Art der Regel- oder Ausgleichsbälge eine besonders stabile Windversorgung sicherstellen. Vom Bau von Ladenbälgen sieht man heute meistens wieder ab. Der Vorteil der sehr stabilen Windversorgung bringt es (an heutigen Maßstäben und Hörerwartungen gemessen) mit sich, dass der Orgelklang steril und zu wenig lebendig klingt. Lediglich bei extremem Platzmangel (beispielsweise bei Truhenorgeln) bietet sich diese Form auch noch heute an.
Bis zur Entwicklung anderer Ladentypen im 19. Jahrhundert war die Schleiflade fast die einzige Bauform. Lediglich die Springlade war eine gelegentlich benutzte Alternative. Die Schleiflade ist heutzutage wieder das am meisten verwendete System.
Die älteste erhaltene Schleiflade in der Orgel von Ostönnen kann auf vor 1440 datiert werden. Aus dieser Zeit stammen auch die ersten genauen Beschreibungen von Schleifladenorgeln.
Für moderne Musik bietet nur die Schleiflade in Verbindung mit einer mechanischen oder einer entsprechend ausgestatteten elektrischen Registertraktur einen weiteren Vorteil. Einzelne Register können nur „halb“ gezogen werden, wodurch die Pfeifen nicht die für sie vorgesehene Luftmenge erhalten, was zu speziellen klanglichen Effekten führt.

#### Besondere Bauformen
Um Register, manchmal auch Platz oder Gewicht, beim Neubau einer Orgel einzusparen, trotzdem aber ein klangfarbenreiches Spiel zu ermöglichen, existieren verschiedene reduzierende Konstruktionsmöglichkeiten von Windlade, Schleife oder Spieltraktur und Spielventil.

##### Zwillingslade (Wechselschleife)
Die Zwillingslade (auch durchschobene Lade genannt) ist eine spezielle Form der Schleiflade, bei der einzelne oder auch alle Register auf mechanischem Weg ohne Koppeln auf verschiedenen Manualen registriert werden können. Technisch erfolgt dies durch Wechselschleifen.
Zwillingsladen mit Wechselschleifen findet man vor allem bei kleinen Orgeln, oftmals dann, wenn der vorhandene Platz nicht für zwei „eigenständige“ Manualwerke ausreicht. Das Instrument verfügt dann gewissermaßen über einen Gesamtpfeifenbestand, nicht aber zwei eigenständige Manualwerke (etwa: Haupt- und Brustwerk). Alle Pfeifen (oder zumindest alle Pfeifen sämtlicher Manualregister) stehen auf einer einzigen Windlade. Jedes der so eingerichteten Register kann wahlweise auf einem der beiden Manuale gespielt werden (jedoch nicht auf beiden zugleich). Durch die Wechselschleifen ergibt sich die Möglichkeit, aus dem Gesamtpfeifenbestand zwei hörbare Werke zu extrahieren.
Dazu enthält die Windlade für jeden Ton (jede einzelne Pfeife) zwei Kanzellen (mit Tonventilen) – eine für jedes der Manuale –, die immer direkt nebeneinander liegen. Die Bohrungen in den Pfeifenstöcken, den Schleifen und dem Fundamentbrett sind so angeordnet, dass je nach Stellung der Schleife die eine, die andere oder keine der Kanzellen den Orgelwind zur Pfeife freigibt.
Die einzelnen Register verfügen entweder über Registerzüge, die sich ganz (für das eine Manual) oder nur halb (für das andere Manual) ziehen lassen, oder Registerschieber, bei denen die Zuordnung zu den Manualen über die Bewegung eines Hebels bewirkt wird (links und rechts; bei mittlerer Stellung ist das Register abgeschaltet).
Mitunter gibt es Zwillingsladen auch in Orgeln mit zwei eigenständigen Manualwerken. Teilweise sind nur einzelne Register aus einem der Manualwerke mit Wechselschleifen ausgestattet, so etwa in der Chororgel in St. Aposteln (Köln). Bei anderen Instrumenten mit zwei eigenständigen Manualwerken ist (mindestens) eines mit Wechselschleifen ausgestattet. Die so ausgestatteten Register können dann auf einem zusätzlichen dritten Manual (ohne eigenes Werk) spielbar gemacht werden, vgl. z. B. die Orgel von St. Clemens (Hiltrup).

##### Doppellade
Die Doppellade ist eine Bauart der Schleiflade, bei der die Pfeifen eines Pedalregisters und der Manualregister platz- und kostensparend auf einer gemeinsamen Windlade stehen. Alle Pfeifen des Pedalregisters stehen auf eigenen Spielventilen, Tonkanzellen sind nicht notwendig. Alle Pfeifen einer Tonhöhe der Manualregister stehen auf eigenen Tonkanzellen mit Spielventilen. Jedes Register im Pedal- bzw. Manualwerk ist daher eigenständig spielbar. Diese Bauweise kommt nur für kleine Orgeln mit nur einem Register im Pedal in Betracht, bei der so der Bau einer separaten Windlade für das Pedalwerk entfällt.

##### Weitere besondere Bauformen
Vorabzug
Eine bei der Schleiflade besonders einfach umsetzbare Sonderform eines Orgelregisters ist der Vorabzug. Die Schleife eines Mixturregisters oder einer Sesquialtera, also eines Registers mit mehr als einer Pfeifenreihe, bekommt für eine dieser Pfeifenreihen entweder einen längeren Schlitz oder zwei Löcher je Pfeife. Wird der zugehörige Registerzug nur halb gezogen, erklingt zunächst nur diese eine Pfeifenreihe, erst bei vollem Zug erklingen alle Pfeifenreihen des betreffenden Registers.
Koppelventil
Eine Schleiflade, die mit Koppelventilen gebaut ist, hat für jede Tonkanzelle zwei Spielventile, so dass die Register von zwei Manualen bzw. Pedal und Manual aus spielbar sind. Im Gegensatz zur Zwillingslade besitzt ein Ton hier keine zwei Tonkanzellen, sondern beide Spielventile gehören zu einer gemeinsamen Kanzelle. Die Pfeifen stehen wie gewöhnlich über einer einfachen Schleife. Die gezogenen Register sind stets auf beiden Manualen bzw. im Manual und Pedal spielbar und können nicht getrennt für nur eines registriert werden. Dieselbe Wirkung lässt sich auch mit einer Koppel realisieren. Besonders bei kleineren Orgeln mit sehr kleinem Pedalwerk bestand einerseits die Notwendigkeit, das Pedalwerk zu koppeln, andererseits gab es gelegentlich das Bestreben, dieses technisch sehr einfach zu gestalten. Dazu erhielten die betreffenden Kanzellen eines Manualwerks für den Tonraum des Pedalumfangs ein zweites Ventil, welches mit der Pedalklaviatur verbunden ist.
Bass-/Diskantteilung
Die Schleife eines Registers wird bei dieser Bauform nicht in einem Stück, sondern in zwei Hälften ausgeführt: Eine Bass- (linke Hälfte des Manuals) und eine Diskanthälfte (rechte Hälfte des Manuals). Jede Schleifenhälfte wird mit einem separaten Registerzug versehen, damit man im Bass, wenn man dies wünscht, andere Register erklingen lassen kann als im Diskant. Eine einmanualige Orgel ermöglicht so den Effekt einer zweimanualigen Orgel.

### Springlade

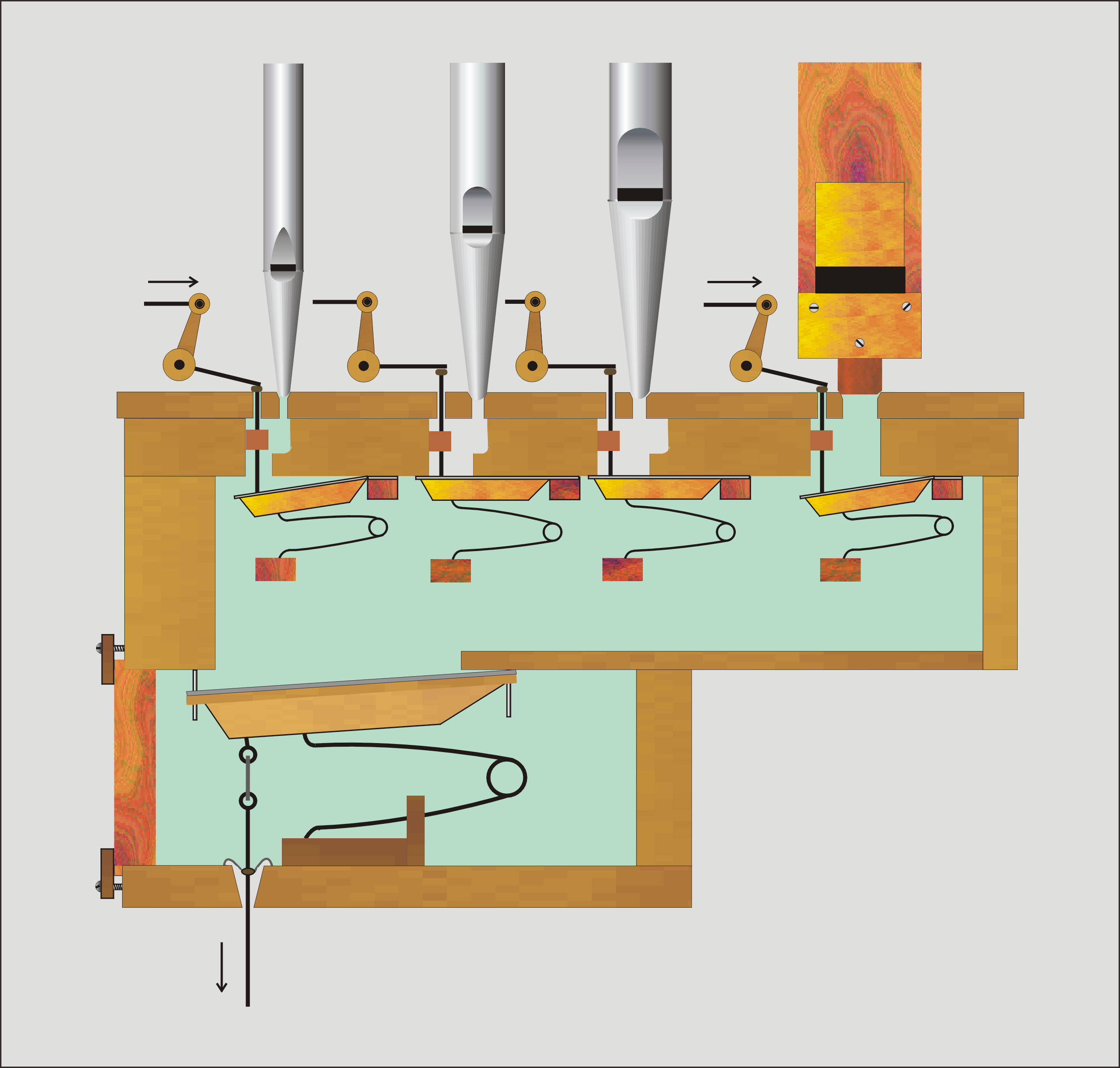
Springlade

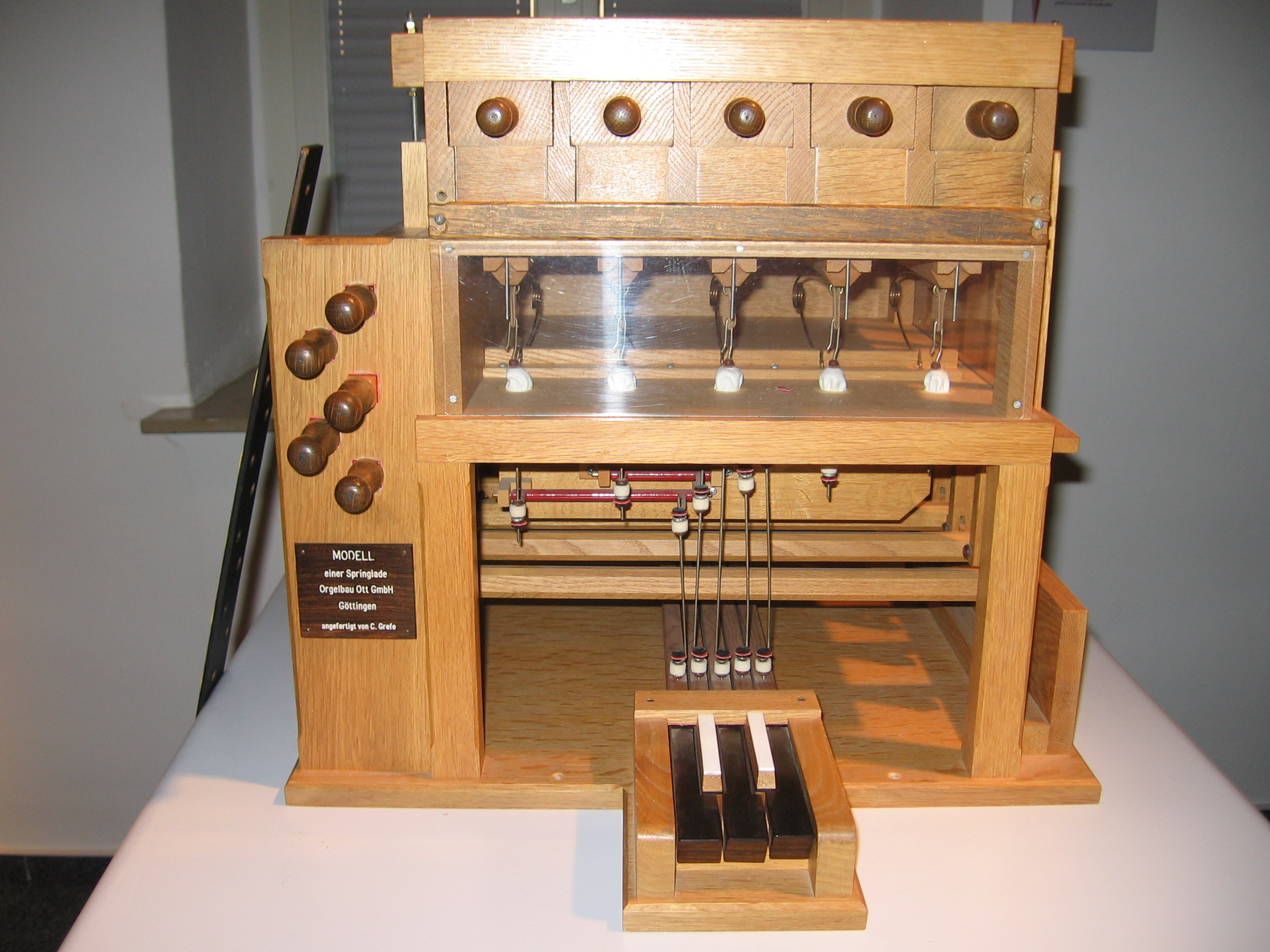
Doppelte Springlade mit Griffen (Modell)

Eine gänzlich andere Bauart ist die Springlade, bei der sich innerhalb jeder Tonkanzelle für jede Pfeife (bei gemischten Stimmen: für jeden Ton) ein weiteres Ventil befindet. Über allen diesen kleinen Tonventilen befinden sich Stecher, die nach oben aus der Lade ragen. Oberhalb aller dieser Einzelventile eines Registers liegt eine bewegliche Leiste. Wird diese mittels der Registertraktur nach unten bewegt, drückt sie auf die Stecher und öffnet alle betreffenden Ventile.
Da dieses gegen die Federkraft von zahlreichen Ventilen geschieht, müssen die Registerzüge (im Gegensatz zur Schleiflade) im gezogenen Zustand eingerastet werden. Der Name der Springlade kommt entweder daher, dass ein Register, wenn wieder abgestoßen, durch die Kraft der Federn „zurückspringt“ – oder schlicht vom englischen Namen für die hier so charakteristischen und vielfach verbauten Federn, nämlich „Spring“.
Der Vorteil der Springlade ist gegenüber der Schleiflade die Unempfindlichkeit gegenüber Klimaveränderungen. Diese Feststellung gilt jedoch nur, wenn man sie mit Schleifladen vergleicht, bei denen die Schleifen keine Dichtungen haben. Das ist heute kaum der Fall. Daher fällt inzwischen mehr der Nachteil ins Gewicht, dass die vielen Ventile eine große Anzahl an potentiellen Fehlerquellen darstellen. Zudem ist durch das mechanisch aufwändigere Ein- und Aushaken der Registerzüge ein schnelles Umregistrieren der Orgel schlechter möglich.
Bei sogenannten doppelten Springladen können alle zu einem Ton gehörigen Ventile, einer Schublade gleich, an einem Griff herausgezogen werden. Dadurch wird die Wartung stark vereinfacht.

## Registerkanzellenlade
Bei den Registerkanzellenladen teilen sich alle Pfeifen eines Registers eine Kanzelle. Diese Kanzelle wird mit Wind versorgt, sobald das Register gezogen ist. Für jedes Register gibt es hier ein einziges Registerventil, wohingegen für jede Pfeife ein Spielventil benötigt wird. Daraus resultiert ein höherer Wartungsaufwand, der der Nachteil aller Systeme mit Registerkanzellen ist. Vorteil ist die stabilere Windversorgung jeder einzelnen Pfeife, auch wenn viele Register gezogen sind.

### Kegellade
Die Kegellade wurde etwa Mitte des 19. Jahrhunderts eingeführt. Für jeden Ton in der Kanzelle gibt es ein Kegelventil, das eine Verbindung zu der Pfeife (oder mehreren Pfeifen im Falle eines gemischten Registers) öffnet.
Zunächst wurden Kegelladen mechanisch gesteuert. Dabei wird jedoch durch jedes hinzukommende Register der Tastendruck höher. Deshalb setzte sich später die pneumatische Traktur weitgehend durch. Bei der pneumatischen Steuerung wird durch das Drücken einer Taste (in der Abbildung: a) nur ein Ventil (b) geöffnet, das dann pneumatisch kleine Lederbälgchen unter den Registerkanzellen aufbläst (d), die wiederum die Kegelventile (e) anheben.
Ein Vorteil der Kegellade ist die einfachere Ventilkonstruktion. Bei der pneumatischen Kegellade muss der Organist nur ein kleines Ventil bewegen, so dass die Traktur leichtgängig bleibt, ganz gleich wie viele Register angesteuert werden. Sie ermöglichte außerdem die Konstruktion von freien Kombinationen.
Den Vorteilen stehen mehrere Nachteile gegenüber: Durch die pneumatische Übertragung entstehen Verzögerungen. Diese lassen sich allenfalls durch Elektrifizierung oder Konterrelais mildern. Zudem fehlt dem Organisten bei elektrischer oder pneumatischer Traktur die sensorische Rückmeldung (der Gegendruck der Tasten wird eigens durch eine Feder erzeugt), weshalb mechanische Trakturen bevorzugt werden. Die Kegelventile neigen außerdem dazu, Nebengeräusche zu verursachen, die sich durch die Betätigung mehrerer Ventile pro Ton vervielfachen.
Für Kompositionen der Spätromantik, also der Zeit, in der pneumatische Laden modern waren, kann jedoch das Spiel auf Kegelladenorgeln durchaus angemessen sein. Das betrifft zum Beispiel die Orgelwerke Max Regers.

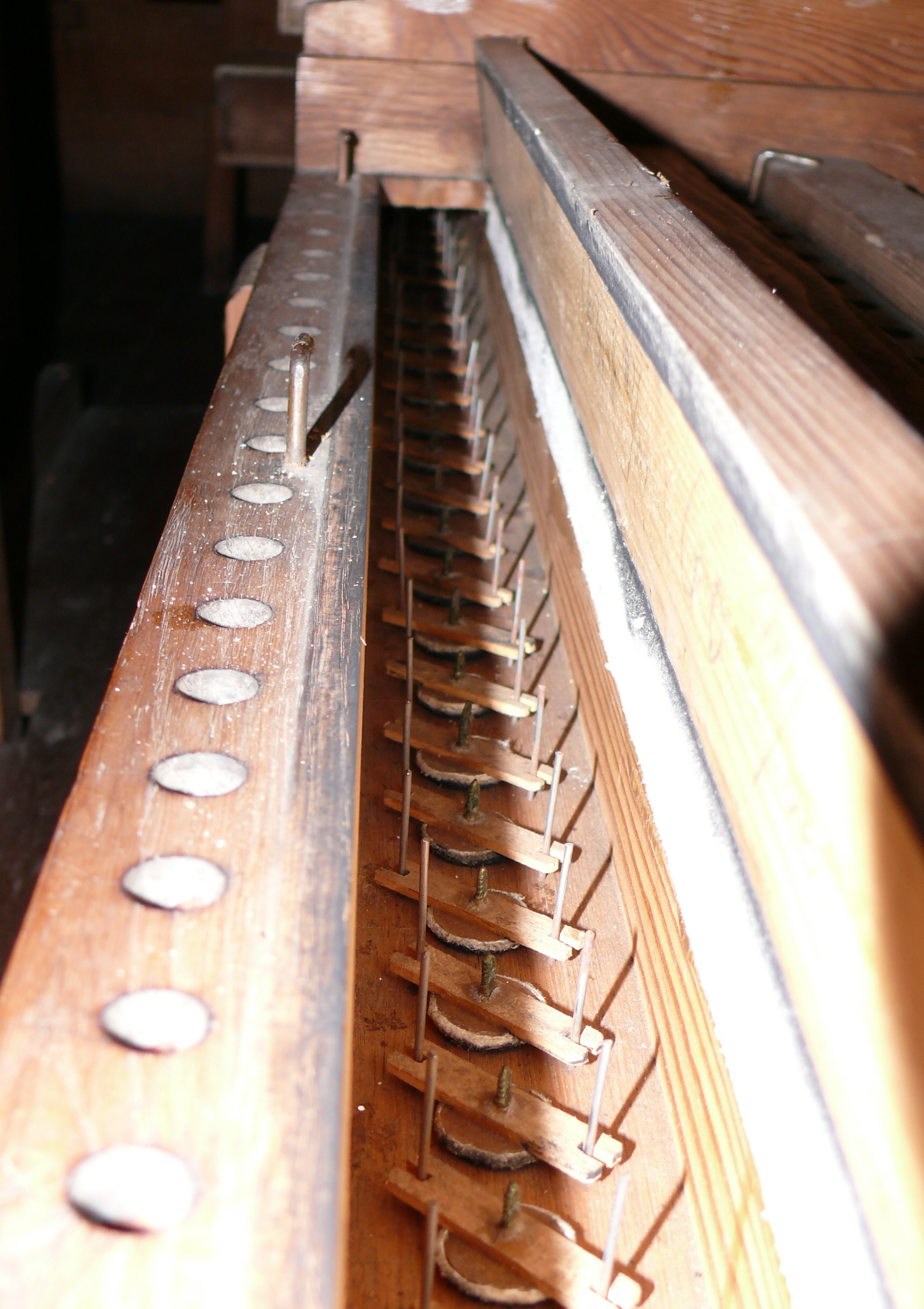
Geöffnete Kanzelle einer mechanisch gesteuerten Kegellade von Schlimbach

### Taschen- und Membranlade
Diese pneumatische Ladenart enthält als Tonventile Ledertaschen (in der Abbildung: e) oder -membranen, die durch Druckluft (Arbeitswind, d) vor die Öffnungen zu den Pfeifen gepresst werden und so dem Spielwind den Weg von der Registerkanzelle (f) in die Pfeife (g) versperren. Wird eine Taste (a) gedrückt, so wird der Wind aller Taschenventile für diesen Ton abgelassen. Durch den Druck des Spielwindes aus der Registerkanzelle geben die Taschen die Öffnungen zur Pfeife frei, so dass der Wind in die Pfeifen für diesen Ton gelangt.
Man unterscheidet bei Taschenladen zudem noch zwischen liegenden Taschen (vgl. Abbildung) und stehenden Taschen. In letzterem Fall befindet sich die Öffnung zur Pfeife seitlich der Kanzelle.
Bei einer Membranlade (z. B. nach dem System von Weigle) sind die Bohrungen zu den Pfeifen statt mit einer liegenden Tasche nur mit einer sich durch den Winddruck auswölbenden Ledermembran (ohne Feder im Innern) verschlossen. Die Funktionsweise ist dieselbe, mit dem Unterschied, dass die beim Spiel bewegte Masse des Ventils auf ein Minimum reduziert wird.
Man spricht an dieser Stelle von einem Abstromsystem, bei dem durch das Abfließen des Windes eine Funktion ausgelöst wird. In der Abbildung ist bei b und c ein Zustromsystem zu erkennen, bei dem das Einströmen des Windes eine Funktion auslöst. Kegelladen sind daher Zustromsysteme. Auf dem Weg zwischen Taste und Ventil können beide Systeme Anwendung finden. Die abgebildete Traktur ist zum Beispiel ein Zustrom-Abstrom-System. Abstromsysteme gelten als präziser, aber auch als potentiell störanfälliger als Zustromsysteme.
Höhere Präzision und Geschwindigkeit sind auch insgesamt die Vorteile der Taschenlade gegenüber der Kegellade. Außerdem bewegen sich nur die Taschen, deren Register eingeschaltet sind, und diese verursachen kaum Nebengeräusche. Der Nachteil ist jedoch vor allem, dass alle Arten von Membranen auf Dauer Verschleiß und Undichtigkeit aufweisen. Bei Abstromsystemen führt der Defekt einer Tasche/Membran zu einem Druckabfall im gesamten Relais und damit zu störenden Tonhängern, während derselbe Defekt bei Zustromsystemen lediglich zu einem Tonausfall führt.
Als Erfinder der Taschenlade gilt Friedrich Witzig, der als Mitarbeiter bei den Orgelbaufirmen Steinmeyer, Strebel und Maerz tätig war. Er war für dieses System der Inhaber eines Patentes aus dem Jahr 1896.

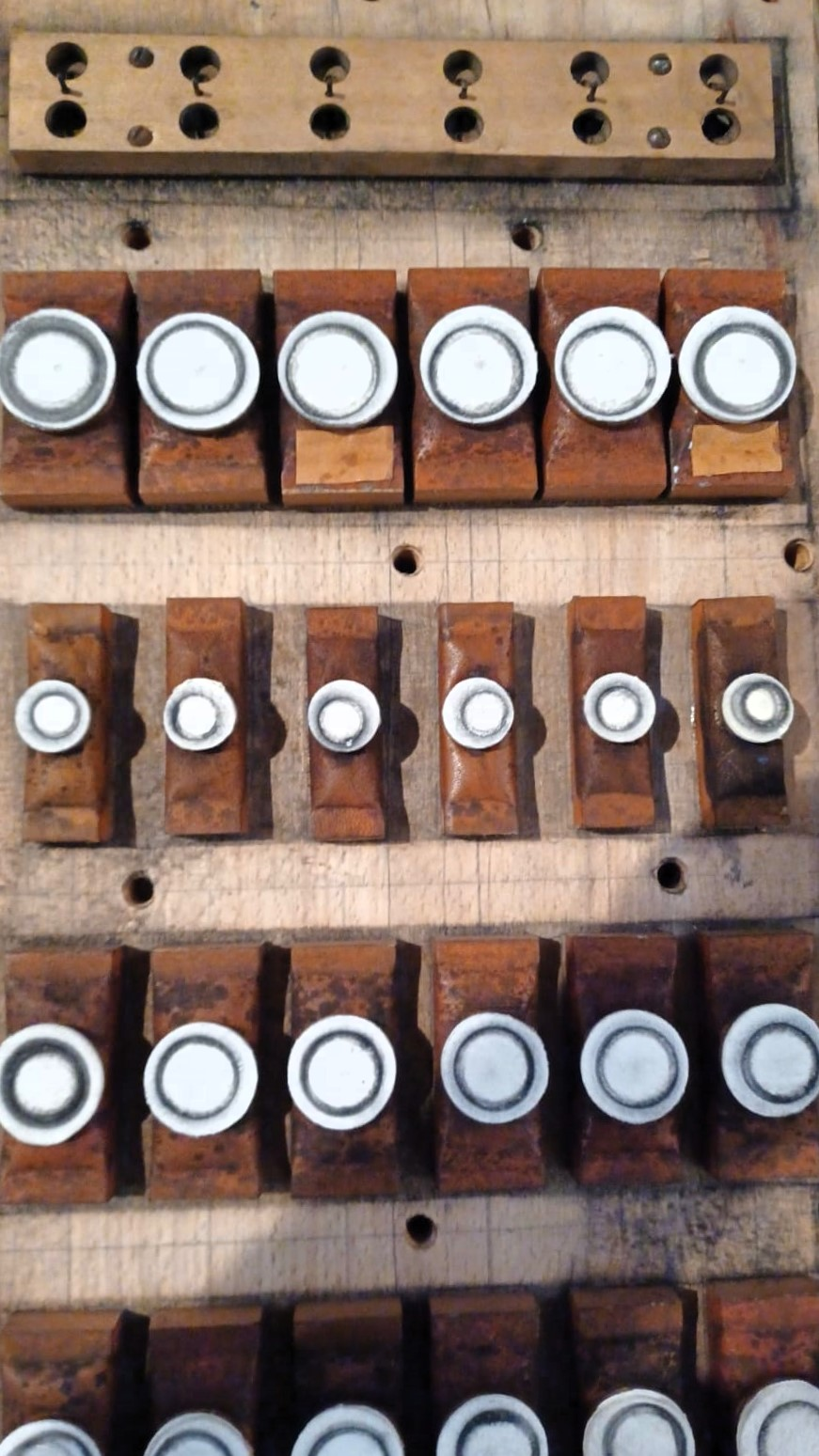
Taschen einer geöffneten Taschenlade (Steinmeyer)
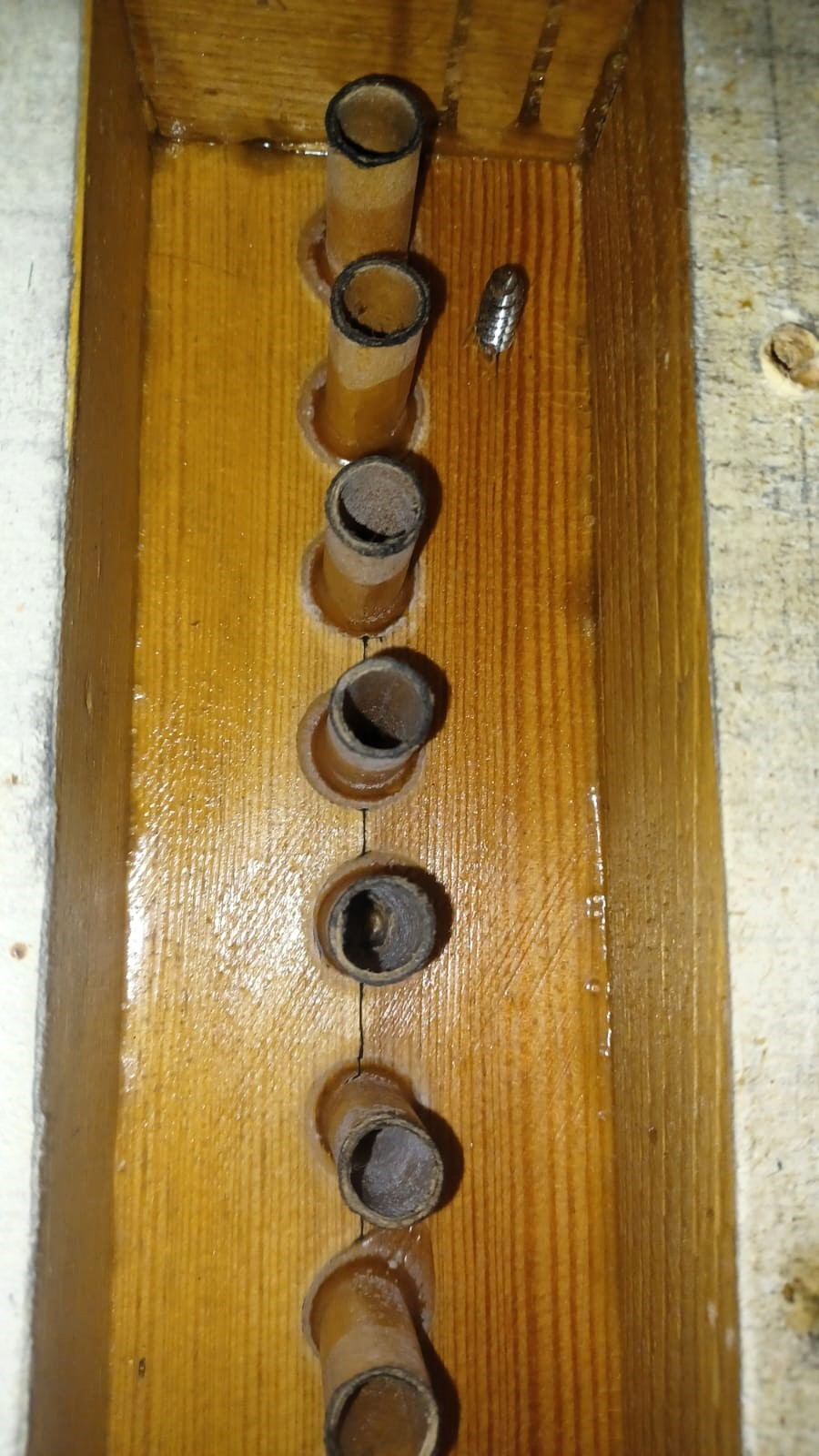
… und die gegenüberliegenden Pappröhrchen zur jeweiligen Pfeife
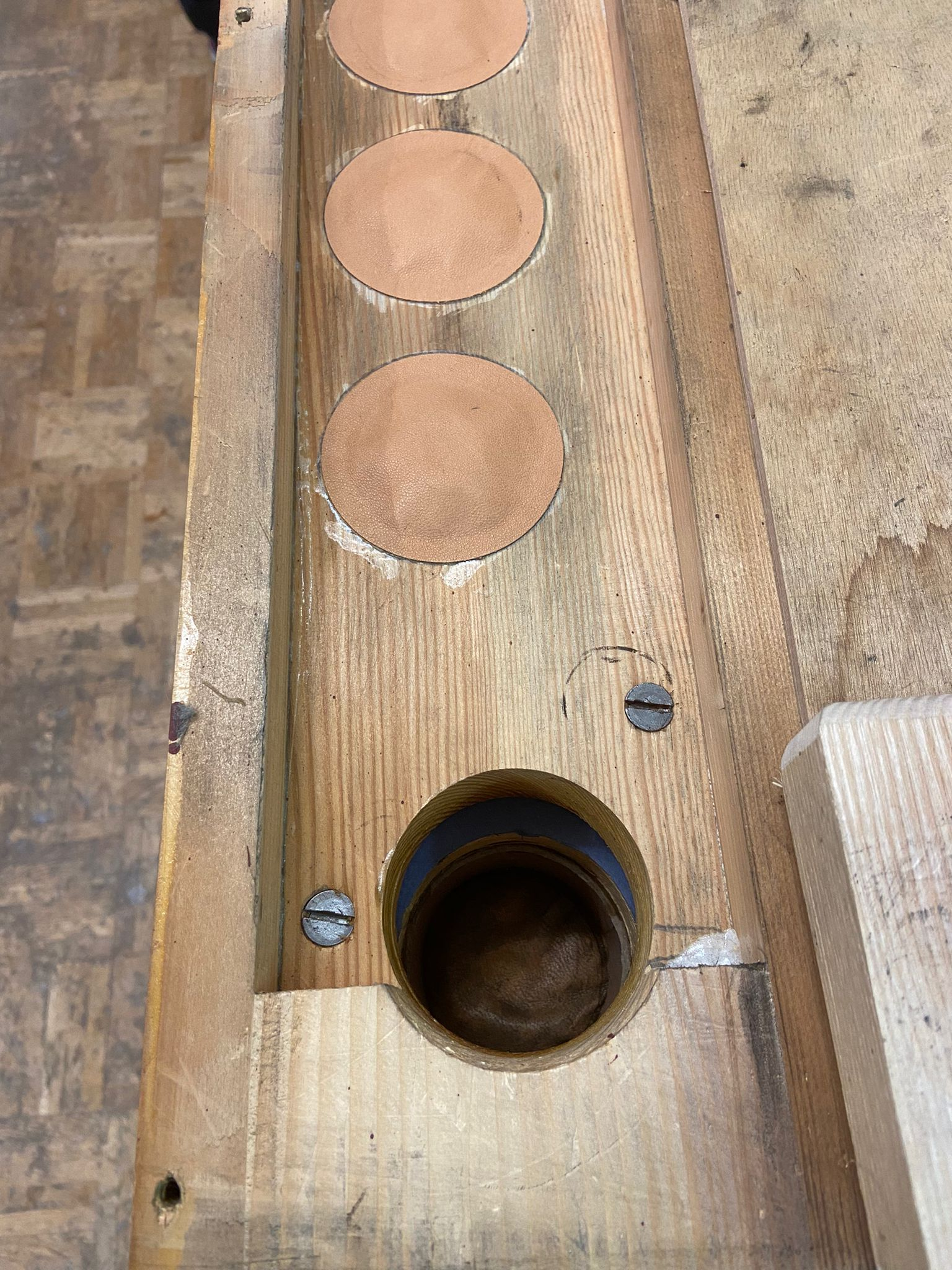
Membranen einer geöffneten Membranlade (Weise)

#### Hochstocklade (System Seifert)

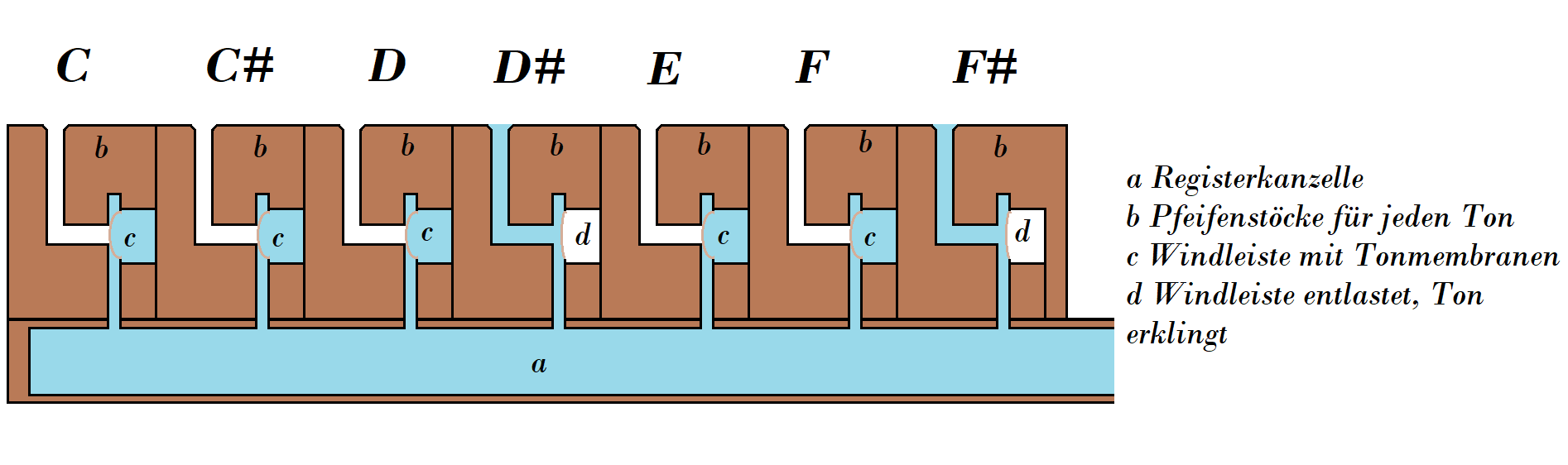
Schematische Skizze der Frontalansicht einer Seifertschen Hochstocklade

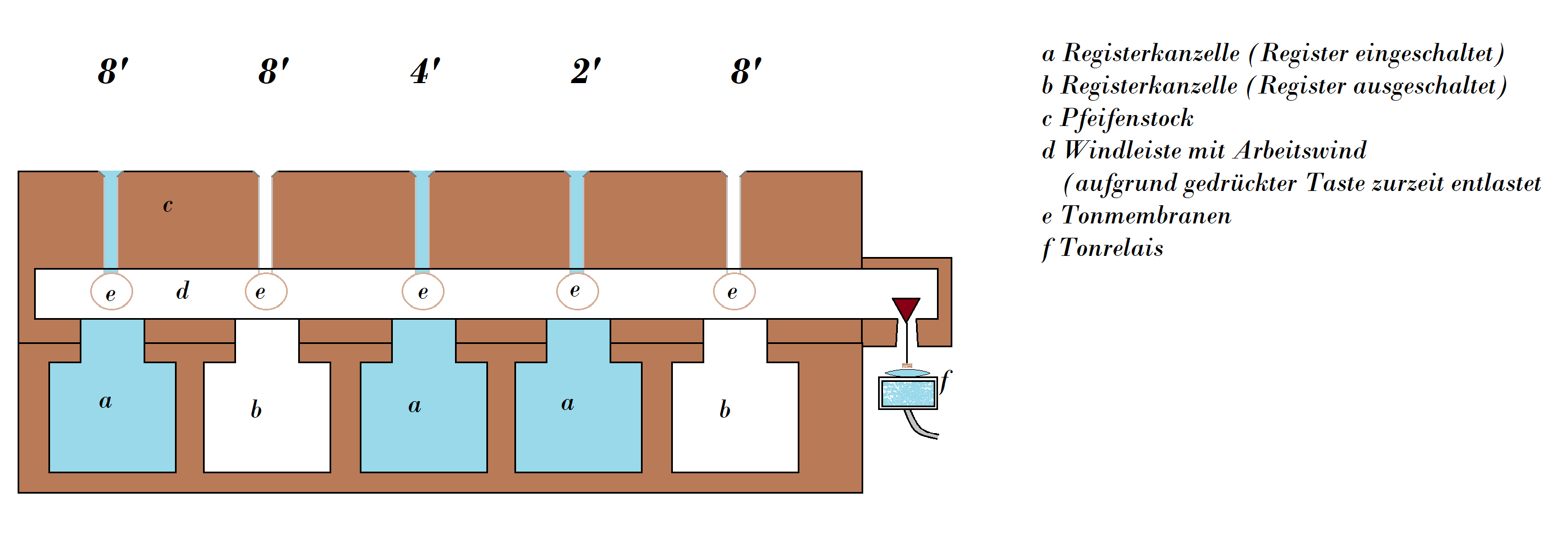
Schematische Skizze der Seitenansicht einer Seifertschen Hochstocklade

1882 ließ sich Clemens Schneider eine besondere Bauform einer Membranlade mit stehenden Membranen, die sogenannte Hochstocklade, patentieren, die in der Folge Anwendung in den Instrumenten der Firma Ernst Seifert (Köln-Mannsfeld) fand. Der entscheidende Unterschied dieser Windlade gegenüber anderen Taschen- und Membranladen war, dass die Spielmembranen und damit die wartungsrelevante Technik nicht unten im Innern der Kanzelle, sondern oben in den Pfeifenstöcken untergebracht ist, die sich im Wartungsfall separat für jeden Ton einzeln demontieren lassen.

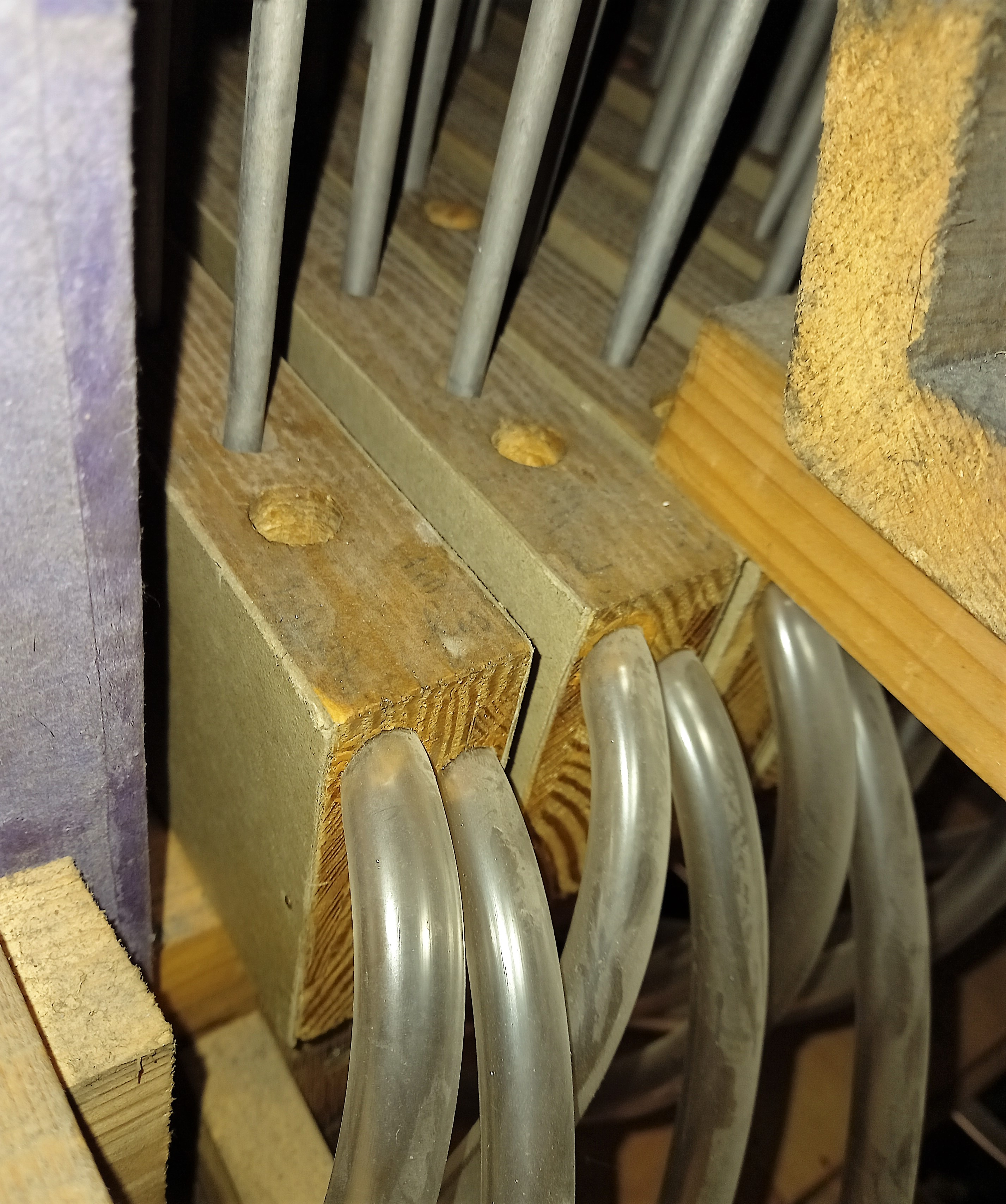
Seifert'sche Hochstocklade mit einzeln abnehmbaren Pfeifenstöcken

#### Hängeventillade (System Welte)
Bei einer Hängeventillade werden die Pfeifenkanäle durch ein seitlich anschließendes Hängeventil in Form eines Keilbälgchens anstelle einer stehenden Tasche mit Spielwind versorgt. Dieser seltenere Ladentyp fand häufig Anwendung in Orchestrions der Firma Welte.

## Kastenlade
Alle Bauformen der Kastenlade haben gemein, dass sämtliche Pfeifen auf einem gemeinsamen großen und in seinem Inneren nicht weiter in Kanzellen unterteilten Windkasten stehen. Sie unterscheiden sich in ihren Bauformen primär in der Art und Weise der Registeransteurerung.

### Kastenlade (System Rühlmann)
Eine der frühesten Bauformen der Kastenlade ist das System von Wilhelm Rühlmann aus Zörbig. Die Tonventile unter jeder einzelnen Pfeife sind hier als Taschen in Form von Keilbälgchen ausgeführt. Unter jedem Register verläuft eine Leiste, die bei ausgeschaltetem Register die Taschenventile im geschlossenen Zustand arretiert, selbst wenn diese durch Betätigen einer Taste entlüftet werden. Ist das Register eingeschaltet, so senkt sich die entsprechende Rückhalteleiste ab und gibt der entsprechenden Tasche den Weg zur Öffnung frei.

### Pitman-Lade
Bei der in den USA verbreiteten Pitman-Lade handelt es sich um eine Sonderform der Kastenlade mit Taschenventilen zur Tonsteuerung. Unter jeder einzelnen Tasche befindet sich ein zusätzliches zylinderförmiges Ventil, der sogenannte Pitman, der bei ausgeschaltetem Register die Entlüftung der entsprechenden Tasche und somit das Erklingen des jeweiligen Tones blockiert. Ist ein Register eingeschaltet, so sind alle entsprechenden Pitmans durch einen Luftdruckunterschied angehoben und geben so den Weg zur Entlüftung der Tasche frei. In Deutschland wurde dieses System unter anderem von der Firma Emanuel Kemper (Lübeck) gebaut. Die Kemper-Orgel der Rhein-Mosel-Halle in Koblenz besitzt Pitman-Laden.

### Einzeltonlade
Bei der Einzeltonlade mit elektrischer Traktur wird die Windzufuhr für jede Pfeife durch ein eigenes elektrisches Magnetventil gesteuert, jeder Pfeife ist also genau ein Ventil zugeordnet. Lediglich die Pfeifen einer gemischten Stimme können ein gemeinsames Ventil haben.
Es gibt bei dieser Bauform keine Unterscheidung zwischen Spiel- und Registerventilen. Die Steuerung der Stromzufuhr zum Ventil für die jeweilige gedrückte Taste in Kombination mit dem gezogenen Register erfolgt auf elektromechanischem bzw. auf elektronischem Wege. Die Kastenlade mit elektrischer Traktur war bei dem Multiplexsystem unverzichtbar. Je nach Bauart können die Einzelventile direkt durch den Magneten gesteuert oder durch ein zwischengeschaltetes Relais mit Kegel- (Zustrom) oder Taschenventilen (Abstrom) pneumatisch unterstützt sein.

#### Multiplexsystem
Die Einzeltonlade mit elektrischer Steuerung ist die technische Grundlage zum Bau einer Orgel mit dem Multiplexsystem (engl. Unitsystem). Aus relativ wenigen Pfeifenreihen werden durch die einzelne Ansteuerung der Ventile im Transmissions- und Extensionsverfahren verschiedene Register erzeugt. Dadurch werden Kosten, Platz und Gewicht gespart. Dieses Prinzip ist bei vielen Kinoorgeln der 1920er und 1930er Jahre zu finden. Das klangliche Ergebnis hängt sehr vom Einzelfall ab. Systembedingt treten einige Nachteile auf:
- Die Eigencharakteristik der aus einer Pfeifenreihe erzeugten Register geht verloren. Die Register, die aus einer Pfeifenreihe erzeugt werden, klingen alle gleich.
- Durch Transmissionen geht der Charakter einer Orgel mit mehreren Teilwerken verloren.
- Bei mehrstimmigem Spiel besteht das Problem, dass bei Oktavzusammenklängen und bei Quintextensionen aus derselben Pfeifenreihe auch bei Quintzusammenklängen weniger Pfeifen gleichzeitig als bei anderen Intervallzusammenklängen erklingen, wodurch der Gesamtklang vor allem bei leiseren Registrierungen dünn und unausgewogen erscheinen kann. Dieses Problem tritt fast nur beim Spiel auf den Manualen auf, da zweistimmiges Pedalspiel sehr selten ist.
- Bei der Extension von Aliquotregistern aus Grundstimmen sind diese nicht rein, sondern gleichstufig gestimmt, was der Klarheit und Verschmelzung des Klanges abträglich ist.

Aus den bekannten Nachteilen wurden häufig entsprechende orgelbauliche Konsequenzen gezogen, wodurch Multiplexorgeln mit für ihren Einsatzzweck brauchbarer Klangcharakteristik entstanden.
- Die Zahl der Grundstimmen, also Pfeifenreihen, aus denen Register in den Lagen 32′ (seltener und meist im Pedal), 16′, 8′, 4′, 2′ und 1′ generiert werden, wird nicht zu gering angesetzt. Üblich sind etwa folgende Pfeifenreihen: Prinzipal, Flöte (offen), Gedackt und eine streichende Stimme als Labialstimmen und Trompete sowie ein bis zwei weitere Lingualstimmen mit unterschiedlicher Becherlänge.
- Transmissionen vor allem auf mehrere Manuale werden auf ein Minimum reduziert.
- Auf die Extension von Aliquotregistern aus Grundstimmen wird verzichtet. Aus einer labialen Quintpfeifenreihe können die Quinten 10 2⁄3′ (seltener und meist im Pedal), 5 1⁄3′, 2 2⁄3′ und 1 1⁄3′ generiert werden, aus einer labialen Terzpfeifenreihe die Terzen 3 1⁄5′ und 1 3⁄5′. Für die seltener disponierten Septimen und Nonen gilt Entsprechendes. Von diesem Verzicht kann eine Ausnahme gemacht werden. Da die Multiplexorgel in aller Regel gleichstufig gestimmt ist, können die Quinten 21 1⁄3′ und 10 2⁄3′ im Pedal aus einer Grundstimme, die natürlich bis zum Subkontra-C (32′ auf Taste C) herunterreichen muss, per Quintextension generiert werden. In dieser tiefen Lage stört die Abweichung der so generierten Quinten um −2 Cent von den reinen Quinten meist nicht.

Die Klangcharakteristik einer Multiplexorgel muss immer auch im Zusammenhang mit ihrem Einsatzzweck gesehen werden. So ist eine Kinoorgel primär für die musikalische Begleitung von Stummfilmen ausgelegt. Daher darf beispielsweise nicht erwartet werden, dass auf einer solchen Orgel Literatur aus der Barock- oder gar der Renaissancezeit angemessen wiedergegeben werden kann.

## Antike und mittelalterliche Windladen
Bei den antiken Orgeln wurden die verschiedenen Pfeifenreihen auf einer Art Registerkanzellenlade angeordnet. Ob die einzelnen Register der Erzeugung verschiedener Klangfarben oder dem Spiel in verschiedenen Tonarten dienten, konnte bisher nicht festgestellt werden.
Seit der Romanik sind registerlose Blockwerke belegt. Alle Pfeifen standen auf einer ungeteilten Windlade. Erst in spätgotischer Zeit kamen wieder „Register“ auf (Stimmscheidung), zunächst realisiert mit der Sperrventillade, später auch mit der Doppellade und der Schleiflade. Auch hatten diese ältesten Orgeln noch keine Tasten. Die Töne wurde mit Hilfe von Tonschleifen (Tonschlein), die wie die Registerschleifen der Schleiflade funktionierten, ein- und ausgeschaltet. Sie waren mit Rückstellfedern versehen, so dass der Ton beim Loslassen der Schleife verstummte. Mit der Einführung von Doppel- und Schleiflade verschwanden die Tonschleifen.

### Sperrventillade
Diese Windladenbauform kam in der Gotik auf, als das mittelalterliche Blockwerk in zunächst zwei, später maximal vier „Register“ aufgeteilt wurde. Jede Teillade wird über ein Sperrventil angeschaltet. Mit dem Aufkommen der Schleiflade wurde sie weitgehend verdrängt, hielt sich vereinzelt aber bis ins 17. Jahrhundert.

### Doppellade
Diese Windladenform ist eine Mischform zwischen Sperrventillade und Schleiflade. Sie kam in spätgotischer Zeit auf, als die Aufteilung in maximal vier Register mittels Sperrventillade als unzureichend empfunden wurde. Zunächst wurden einzelne Pfeifenreihen des Hintersatzes auf Einzelschleifen gestellt und so die Anzahl der Register erhöht. Später kamen auch einzelne neue Register (Flöte, Gedackt, Regal) hinzu. Auch dieser Windladentyp wurde von der Schleiflade weitgehend verdrängt.

## Windladen in Harmonien

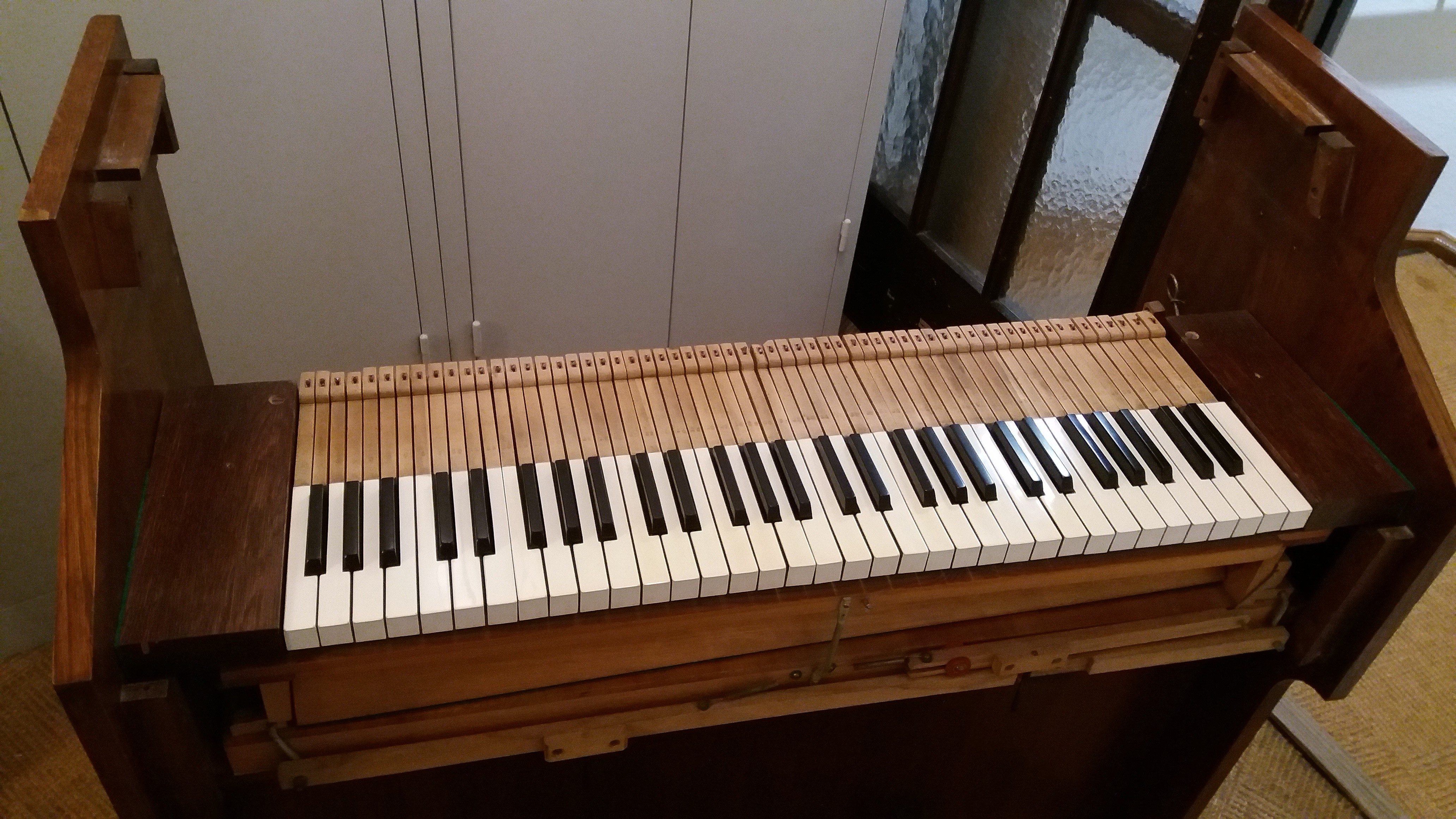
Geöffnetes Harmonium: Spielwerk mit Tastatur und demontierter Registriereinrichtung

Bei einem Harmonium sitzen die tonerzeugenden Zungen in der Windlade, welche in diesem Fall aufgrund der kompakten Verbauung auch als Spielwerk bezeichnet wird. Unmittelbar unter der Tastaturebene sitzen befilzte Klappen über den Zungen, die über die Registerzüge wahlweise geöffnet bzw. geschlossen werden können und damit eine Registrierung (Klangwahl) ermöglichen.